# Saichania
 Saichania  ist eine Gattung von Vogelbeckendinosauriern aus der Gruppe der Ankylosauria, die in der Oberkreide in Ostasien lebte.

## Merkmale
Saichania erreichte eine Länge von rund 7 Metern und zählte damit zu den größeren Ankylosauriern. Er hatte einen stämmigen Körper mit kurzen, kräftigen Gliedmaßen und bewegte sich wie alle Ankylosaurier quadruped (auf allen vieren) fort. Wie bei allen Vertretern dieser Gruppe war der Rumpf mit einer Panzerung aus Knochenplatten bedeckt, neben zahlreichen kleinen Plättchen trug Saichania auch reihenweise angeordnete Stacheln. Auch der Bauch war mit Knochenplatten bedeckt. Der Schwanz endete in einer massiven knöchernen Keule, die vermutlich der Feindabwehr diente.

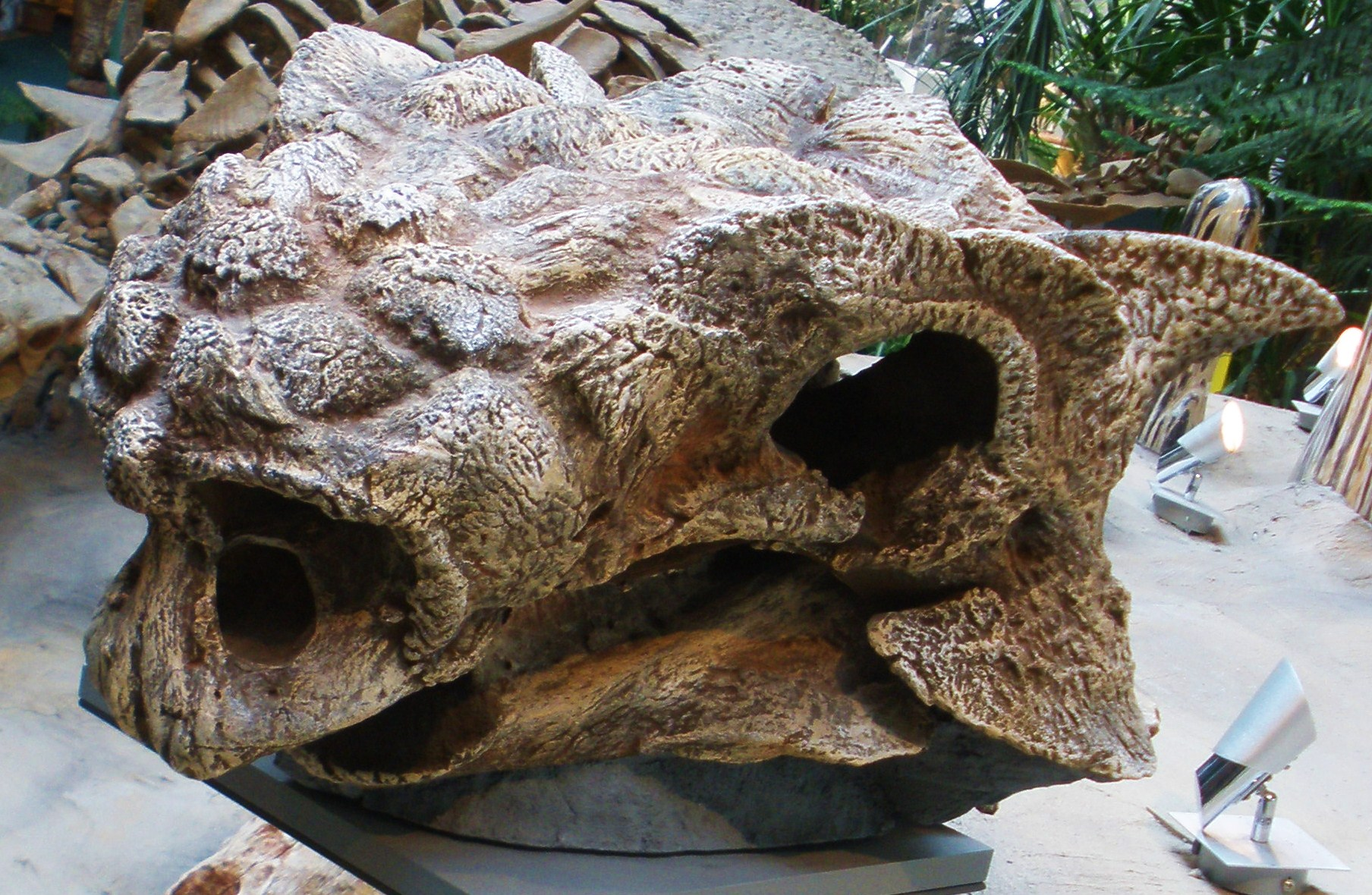
Der stark gepanzerte Schädel

Der Schädel von Saichania war wie der aller Ankylosauridae sehr breit und wuchtig gebaut, die Schnauze endete in einem breiten, zahnlosen Hornschnabel. Am Hinterkopf und an den Wangen trug er jeweils zwei knöcherne Auswüchse. Die Oberseite des Schädels war ebenfalls von einer Panzerung aus rundlichen Knochenplatten bedeckt. Die Zähne waren wie bei den meisten Ankylosauriern klein und blätterförmig und an eine pflanzliche Ernährung angepasst. Im Gegensatz zu urtümlicheren Ankylosauriern hatte Saichania einen knöchernen Gaumen entwickelt. Im Inneren des Schädels waren Luftkanäle, die vermutlich der Kühlung und Befeuchtung der Atemluft dienten. Dies deutet darauf hin, dass Saichania in einem heißen, trockenen Lebensraum lebte, wofür auch der Gaumen sprechen könnte, der es ihm erlaubte, auch zähes Pflanzenmaterial zu verzehren.

## Entdeckung und Benennung
Fossile Überreste von Saichania wurden in den 1970er-Jahren von einer polnisch-mongolischen Expedition in der Baruungoyot-Formation in der mongolischen Region Ömnö-Gobi-Aimag gefunden. Der Name Saichania leitet sich von „saichan“, dem mongolischen Wort für „schön“ ab und bezieht sich auf sein sehr gut erhaltenes Skelett und nicht auf sein Aussehen. Einzige Art und somit Typusart in S. chulsanensis. Es wurden die Überreste von drei Tieren gefunden, darunter zwei vollständige Schädel und ein nahezu vollständiges Skelett sowie einzelne Knochenplatten. Die Funde werden auf ein Alter von rund 83 bis 72 Millionen Jahre und damit in die Oberkreide (Campanium) datiert.

## Systematik
Saichania wird innerhalb der Ankylosauridae in die Gruppe der Ankylosaurinae (die jüngeren, höher entwickelten Vertreter) eingeordnet. Hier bildet er zusammen mit weiteren ostasiatischen Vertretern wie Talarurus, Pinacosaurus und Tianzhenosaurus eine unbenannte Klade.